# Szamniszok

Itália az i. e. 4. században
Kelták
Etruszkok
Umberek
Római Köztársaság
Szamniszok
Japigok
Különböző dél-itáliai törzsek
Görögök
Karthágóiak

A szamniszok vagy szamniták (latinul samnites), a déli Appenninek vidékén élő, az italikus nyelvek közé tartozó oszk nyelvet beszélő ókori itáliai nép volt. A szabell népek közé tartoztak.
Történetük jó részében a róluk elnevezett Samnium tartományban éltek a tengerektől elzártan, egy rövid időszakban azonban az Appennini-félsziget mindkét oldalán rendelkeztek tengerpartokkal is. Pásztorkodással és földműveléssel foglalkoztak. Az i. e. 4. században összeütközésbe kerültek a terjeszkedő Rómával, amely a szamnisz háborúkhoz vezetett. I. e. 290-ben végleg vereséget szenvedtek, és római uralom alá kerültek.

## Törzseik, városak
Négy törzsük volt: 
- pentrusok (a legfontosabb törzs, Bovianum fővárossal, a szamnisz szállásterület középső részén)
- caracenusok vagy carricinusok (a ritkábban lakott északon)
- caudinusok (Caudium fővárossal, ma Montesarchio, nyugaton, a campaniai görög hatásoknak leginkább kitéve)
- hirpinusok (oszk nyelven "farkas"; Beneventum fővárossal).

Mindegyik törzset egy-egy meddix nevű tisztviselő igazgatta. A törzsek szövetséget alkottak, amelynek élén szövetségi gyűlés és tanács állt. Háború idején a szövetség seregét egy főhadvezér vezette.
Később csatlakozhattak a törzsszövetséghez a szamniszokkal etnikailag rokon frentanusok (Larinum fővárossal, ma Larino). A többi szabell nép nem tartozott a szövetséghez.
A szamnisz szövetség fővárosa Bovianum volt, kivéve egy rövid időszakot az i. e. 4-3. század közt, amikor a főváros Aquilonia volt. (Ezt i. e. 293-ban a rómaiak elpusztították. Helye nem ismert.)
Városaik:
- Pentrus törzs: Aesernia, Aufidena, Bovianum, Fagifulae, Saepinum, Terventum, Venafrum
- Caracenus törzs: Cluviae, Juvanum
- Caudinus törzs: Caudinium, Caiatia, Cubulteria, Telesia, Trebula, Saticula
- Hirpinus törzs: Abellinum, Aeclanum, Compsa, Maleventum, Trevicum

## Életmód, társadalom
A szamniszok pásztorkodással és földműveléssel foglalkoztak, a vagyoni különbségek nem voltak nagyok, így társadalmuk sem volt túlságosan rétegzett. Főképp falvakban éltek, amelyeket nem vettek körül falakkal.
Harcias nép volt, a harci szellemet hadijátékokkal tartották ébren. Ezeket a későbbi Római Birodalom is átvette a véres gladiátorsport formájában, amelyet egészen az i. e. 1. századig a szamniszokkal azonosítottak (később trákokat és gallokat is előszeretettel alkalmaztak gladiátornak).

## Történetük
A szamniszokra utaló első írott forrás egy i. e. 354-ben kötött szerződés a rómaiakkal, amely a Liris folyónál állapítja meg a közös határt a szamniszok területe és Latium között.  A szamniszok i. e. 321-ben a caudiumi csatában jelentős győzelmet arattak Róma felett. A Római Köztársaság azonban i. e. 316-tól kezdve ellentámadásba ment át, és megakadályozta, hogy a szamniszok hatalmuk alá hajtsák Apuliát, Lucaniát és Dél-Campaniát. Végül a harmadik szamnisz háború során (i. e. 298–290) a római legiók végleg megtörték a szamniszok ellenállását. Róma győzelme végleg eldöntötte, ki fogja birtokolni egész Itáliát.
Samnium tartománya azonban továbbra is a lázongások melegágya volt.[forrás?] A még meg nem tört szamniszok Pürrhosz epiruszi király Róma elleni vállalkozását támogatták, de ismét vereséget szenvedtek, és Samniumot a rómaiak Beneventum és Aesemia colonia alapításával részekre szabdalták. A II. pun háború alatt a helyiek Hannibal mellé álltak, ami lakóterületük és lélekszámuk újbóli csökkenéséhez vezetett.
A lakosság a földművelésről fokozatosan a pásztorkodásra tért át, és az elnéptelenedett vidékekre a rómaiak ligurokat telepítettek be. Ekkor nyerte el Samnium lakossága a római polgárjogot, de a hajdani szövetséges szamnisz törzseket mindössze 8 vidéki tribusba sorolták be. A szamniszok ezért a végsőkig küzdöttek Róma ellen az itáliai szövetségesháborúban is (i. e. 90-88). Ezt követően a Lucius Cornelius Sulla dictator és a néppártiak közti polgárháborúban (i. e. 83) Marius pártjára álltak, mert az támogatta, hogy mind a 35 tribusba bekerülhessenek, és szavazhassanak. I. e. 82-ben Sulla tömegesen gyilkoltatta le a szamniszokat, a maradékukat pedig szétszórta. A pusztítás a források szerint olyan nagy volt, hogy Samnium városai falvakká váltak, sok közülük pedig teljesen eltűnt. A túlélők beolvadtak a rómaiakba.[forrás?]